# Sanarica
Sanarica ist eine südostitalienische Gemeinde (comune).

## Geografie
Die Gemeinde hat 1475 Einwohner (Stand 31. Dezember 2023). Sie liegt in der Provinz Lecce in Apulien, etwa 33,5 Kilometer südsüdöstlich der Provinzhauptstadt Lecce im Salento und gehört zur Unione delle Terre di Mezzo. Bis zum Ionischen Meer sind es etwa 11,5 Kilometer in östlicher Richtung.

## Verkehr
Der Bahnhof von Sanarica liegt an der Bahnstrecke Zollino–Gagliano Leuca.
Durch die Gemeinde führt die frühere Strada Statale 497 di Maglie e di Santa Cesarea Terme (heute die Provinzstraße 363) von Galatone nach Santa Cesarea Terme.

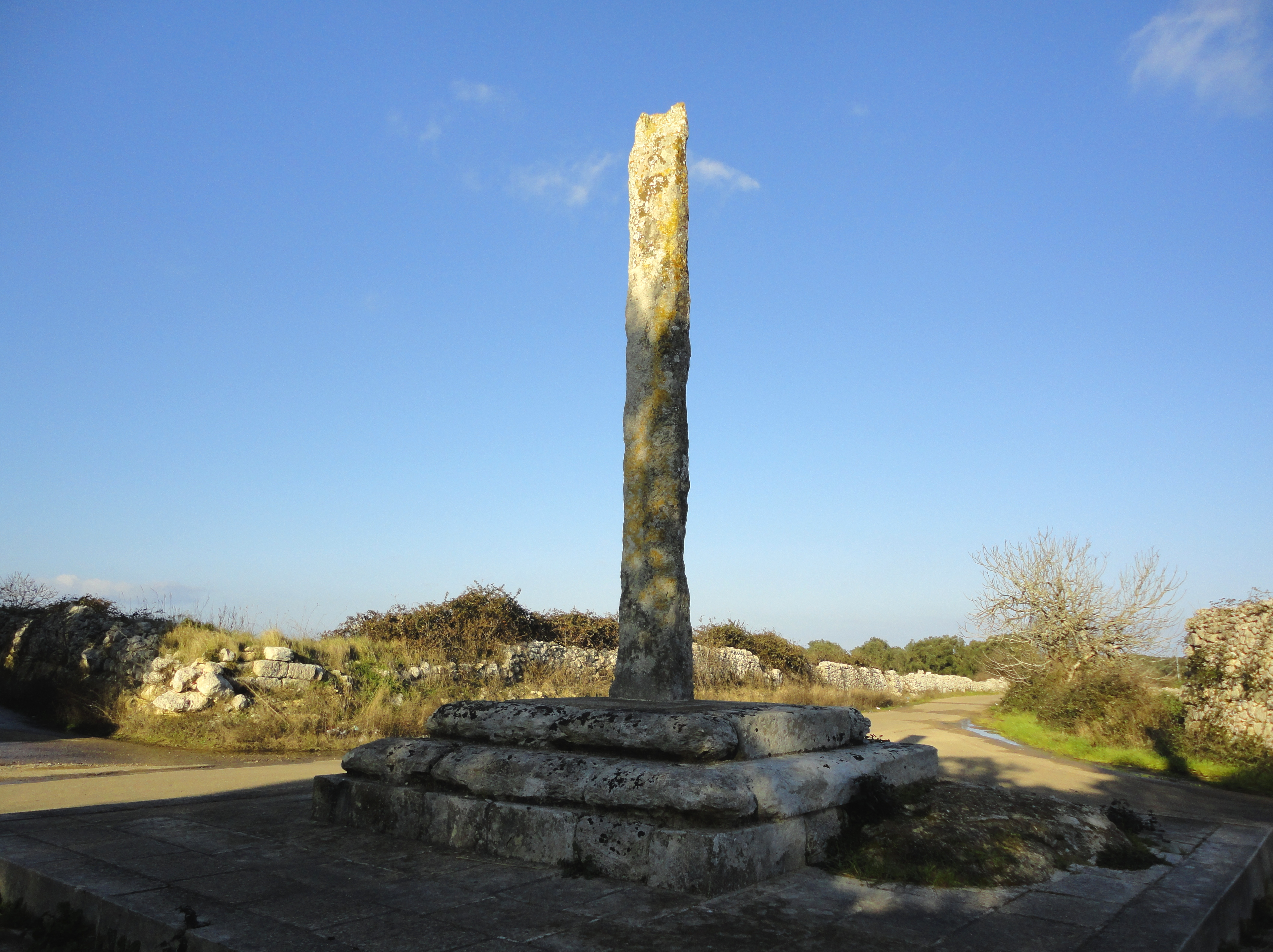
Menhir Croce

Im Ort steht der in einem modernen Sockel gefasste, 4,2 m hohe nadelartige Menhir „Croce“, einer der Menhire von Muro Lecce.